# Stadio Filadelfia
Het Stadio Filadelfia is een multifunctioneel stadion in Turijn, een stad in Italië. Het stadion wordt ook wel Campo Torino en Il Fila genoemd.
Het stadion werd geopend op 17 oktober 1926. Het stadion werd ontworpen door een architect uit de streek, Miro Gamba. De eerste wedstrijd werd gespeeld tussen de thuisclub Torino FC en Fortitudo Pro Roma, de wedstrijd eindigde in 4–0. Tijdens de Tweede Wereldoorlog werd het stadion beschadigd door bombardementen van de Geallieerden.
Torino FC maakte gebruik van dit stadion vanaf de opening in 1926 tot 1963. Daarna werd het nog wel regelmatig voor trainingen gebruikt. Het onderhoud werd steeds lastiger en het stadion werd steeds meer verwaarloosd. Een gedeelte stortte zelfs in. In 1998 werd het grotendeels gesloopt.
Ongeveer 20 jaar nadat het oude stadion gesloten was werd het nieuwe stadion geopend. Het droeg dezelfde naam. De opening van dit nieuwe stadion vond plaats in 2017 en werd geopend nadat er twee aan gebouwd was. 

## Interlands
Het Italiaans voetbalelftal speelde drie interlands in dit stadion.
| Voetbalinterlands | Voetbalinterlands | Voetbalinterlands  | Voetbalinterlands | Voetbalinterlands          | Voetbalinterlands |
| №                 | Datum             | Wedstrijd          | Uitslag           | Competitie                 | Toeschouwers      |
| ----------------- | ----------------- | ------------------ | ----------------- | -------------------------- | ----------------- |
| 1                 | 17 april 1927     | Italië – Portugal  | 3–1               | Vriendschappelijk          | 7.000             |
| 2                 | 28 april 1929     | Italië – Duitsland | 1–2               | Vriendschappelijk          | 30.000            |
| 3                 | 13 december 1931  | Italië – Hongarije | 3–2               | Centr. Europese Int. Beker | 40.000            |